# Шотівська сільська рада
Шо́тівська сільська́ ра́да — адміністративно-територіальна одиниця та орган місцевого самоврядування в Іванівському районі Херсонської області. Адміністративний центр — село Шотівка.

## Загальні відомості
- Територія ради: 63,684 км²
- Населення ради: 929 осіб (станом на 2001 рік)

## Населені пункти
Сільській раді підпорядковані населені пункти:
- с. Шотівка
- с-ще Веселівка

## Склад ради
Рада складається з 14 депутатів та голови.
- Голова ради: Дебелий Віктор Олексійович
- Секретар ради: Бабенко Ольга Володимирівна

### Керівний склад попередніх скликань
| Прізвище, ім'я, по батькові    | Основні відомості                                                         | Дата обрання | Дата звільнення |
| ------------------------------ | ------------------------------------------------------------------------- | ------------ | --------------- |
| Денисенко Сергій Олександрович | Сільський голова, 1964 року народження, член Комуністичної партії України | 26.03.2006   | 31.10.2010      |
| Дебелий Віктор Олексійович     | Сільський голова, 1959 року народження, освіта вища, член Партії регіонів | 31.10.2010   |                 |

Примітка: таблиця складена за даними сайту Верховної Ради України

### Депутати
За результатами місцевих виборів 2010 року депутатами ради стали:

#### За суб'єктами висування
| Суб'єкт висування           | Кількість обраних депутатів | %    |
| --------------------------- | --------------------------- | ---- |
| Партія регіонів             | 9                           | 64,3 |
| Комуністична партія України | 4                           | 28,6 |
| Самовисування               | 1                           | 7,1  |

#### За округами
| № округу                    | Прізвище, ім'я, по батькові      | Дата визнання обраним | Освіта             | Партійна приналежність            | Відомості про обраного депутата                                     |
| --------------------------- | -------------------------------- | --------------------- | ------------------ | --------------------------------- | ------------------------------------------------------------------- |
| Комуністична партія України |                                  |                       |                    |                                   |                                                                     |
| 2                           | Потапенко Олександра Никифорівна | 05.11.2010            | вища               | член Комуністичної партії України | пенсіонер                                                           |
| 4                           | Шаєнко Любов Вікторівна          | 05.11.2010            | вища               | позапартійна                      | тимчасово не працює                                                 |
| 8                           | Терещенко Анатолій Іванович      | 05.11.2010            | середня            | позапартійний                     | Іванівське міжрайонне управління водного господарства, штукатур     |
| 11                          | Куліш Тамара Миколаївна          | 05.11.2010            | середня спеціальна | позапартійна                      | Генічеське управління поштового зв'язку, листоноша                  |
| Партія регіонів             |                                  |                       |                    |                                   |                                                                     |
| 1                           | Матвійчук Тетяна Миколаївна      | 05.11.2010            | вища               | член Партії регіонів              | Шотівська загальноосвітня школа I-III ст., вчитель                  |
| 3                           | Бабенко Ольга Володимирівна      | 05.11.2010            | вища               | член Партії регіонів              | тимчасово не працює                                                 |
| 5                           | Кузьменко Анатолій Васильович    | 05.11.2010            | вища               | член Партії регіонів              | Іванівський професійний аграрний ліцей, завідувач машинного двору   |
| 6                           | Ковач Наталя Василівна           | 05.11.2010            | середня спеціальна | член Партії регіонів              | Іванівська ЦРЛ, акушер                                              |
| 7                           | Кондратєва Тетяна Миколаївна     | 05.11.2010            | середня            | член Партії регіонів              | Шотівська загальноосвітня школа I-III ст., прибиральниця            |
| 9                           | Кузменко Наталія Анатоліївна     | 05.11.2010            | середня            | член Партії регіонів              | Шотівська сільська рада, секретар                                   |
| 10                          | Кириченко Лілія Збігнієвна       | 05.11.2010            | вища               | член Партії регіонів              | Шотівська сільська рада, бухгалтер                                  |
| 13                          | Басавро Алік Іванович            | 05.11.2010            | середня спеціальна | член Партії регіонів              | Іванівське міжрайонне управління водного господарства, зварювальник |
| 14                          | Пєстрікова Галина Миколаївна     | 05.11.2010            | середня спеціальна | член Партії регіонів              | пенсіонер                                                           |
| Самовисування               |                                  |                       |                    |                                   |                                                                     |
| 12                          | Моспаненко Людмила Борисівна     | 05.11.2010            | середня            | позапартійна                      | тимчасово не працює                                                 |

## Населення
Згідно з переписом УРСР 1989 року чисельність наявного населення сільської ради становила 949 осіб, з яких 456 чоловіків та 493 жінки.
За переписом населення України 2001 року в сільській раді мешкало 925 осіб.

### Мова
Розподіл населення за рідною мовою за даними перепису 2001 року:
| Мова       | Відсоток |
| ---------- | -------- |
| українська | 92,36 %  |
| російська  | 6,35 %   |
| вірменська | 0,22 %   |
| молдовська | 0,22 %   |
| білоруська | 0,11 %   |
| інші       | 0,74 %   |